# Cantonul Rémalard
Cantonul Rémalard este un canton din arondismentul Mortagne-au-Perche, departamentul Orne, regiunea Basse-Normandie, Franța.

## Comune
| Comune                  | Populație (1999) | Cod poștal | Cod INSEE |
| ----------------------- | ---------------- | ---------- | --------- |
| Bellou-sur-Huisne       | ...              | 61110      | 61042     |
| Boissy-Maugis           | ...              | 61110      | 61050     |
| Bretoncelles            | ...              | 61110      | 61061     |
| Condeau                 | ...              | 61110      | 61115     |
| Condé-sur-Huisne        | ...              | 61110      | 61116     |
| Coulonges-les-Sablons   | ...              | 61110      | 61125     |
| Dorceau                 | ...              | 61110      | 61147     |
| La Madeleine-Bouvet     | ...              | 61110      | 61241     |
| Maison-Maugis           | ...              | 61110      | 61245     |
| Moutiers-au-Perche      | ...              | 61110      | 61300     |
| Rémalard                | ...              | 61110      | 61345     |
| Saint-Germain-des-Grois | ...              | 61110      | 61395     |